# ميتزي مارتن
ميتزي مارتن (بالإنجليزية: Mitzi Martin)‏ هي عارضة وممثلة أمريكية، ولدت في 27 ديسمبر 1967 بلوس أنجلوس في الولايات المتحدة.

## وصلات خارجية
- ميتزي مارتن على موقع IMDb (الإنجليزية)
- ميتزي مارتن على موقع أول موفي (الإنجليزية)
- ميتزي مارتن على موقع قاعدة بيانات الأفلام السويدية (السويدية)
- ميتزي مارتن على موقع كينوبويسك (الروسية)